# 160
سنة 160 م (بالأرقام الرومانية: CLX) كانت سنة كبيسة تبدأ يوم الإثنين (الرابط يظهر نموذج الجدول الزمني الكامل للسنة) من التقويم اليولياني. بدأت تسمية السنة ب160 منذ العصور الوسطى المبكرة، عندما أصبح تقويم أنو دوميني هو الأسلوب السائد في أوروبا لتسمية السنوات.

## مواليد
- جوليا دومنا
- سيكستوس إمبيريكوس

## وفيات
- فالانتينوس الغنوصي فيلسوف مصري